# Angry
Angry è un singolo del gruppo musicale britannico The Rolling Stones, pubblicato il 6 settembre 2023 e primo estratto dall'album Hackney Diamonds.

## Video musicale
Il videoclip è stato reso disponibile contestualmente all'uscita del singolo attraverso il canale YouTube del gruppo e vede la partecipazione dell'attrice statunitense Sydney Sweeney.

## Tracce
Testi e musiche di Mick Jagger, Keith Richards e Andrew Watt.
1. Angry – 3:46

## Formazione
The Rolling Stones
- Mick Jagger – voce, chitarra, armonica a bocca
- Keith Richards – chitarra, basso, cori
- Ronnie Wood – chitarra solista, cori

Collaboratori esterni
- Steve Jordan - batteria
- Matt Clifford - pianoforte
- Andrew Watt - cori, percussioni